# Eucalyptus splendens
Eucalyptus splendens là một loài thực vật có hoa trong Họ Đào kim nương. Loài này được Rule mô tả khoa học đầu tiên năm 1996.